# Schneeberg (Alpy Styryjsko-Dolnoaustriackie)

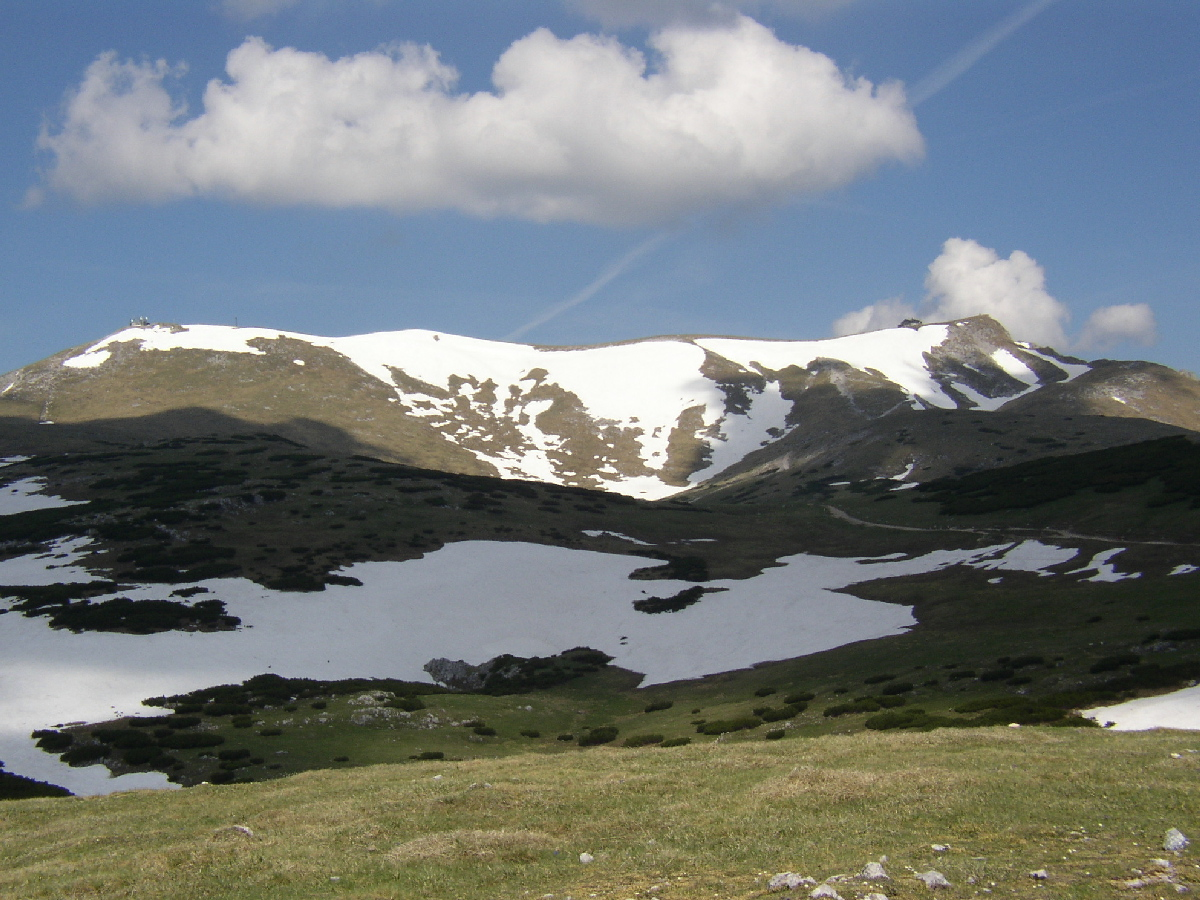
Region wierzchołków Schneebergu: po lewej Klosterwappen, po prawej Kaiserstein

Schneeberg – wybitny masyw w Północnych Alpach Wapiennych, położony w odległości około 65 km w linii prostej na południowy zachód od Wiednia. Wysokość najwyższego wierzchołka (Klosterwappen) wynosi 2076 m n.p.m., jego wybitność 1348 m. Najwyższy szczyt na terenie austriackiego landu Dolna Austria (niem. Niederösterreich). Jest to najbardziej wysunięty na północ i na wschód szczyt alpejski o wysokości przekraczającej 2000 m n.p.m. i przy bardzo dobrej widzialności bywa obserwowany z Czech, Słowacji, a nawet z Polski (z Sudetów).

## Topografia
Schneeberg tworzy wybitny masyw zlokalizowany na wschodnim krańcu austriackich Północnych Alp Wapiennych. Według AVE znajduje się w pasmie Rax-Schneeberg-Gruppe, a według SOIUSA w Styryjskich Alpach Północnych. 
Na wschód od Schneebergu znajdują się jedynie niezbyt wysokie wapienne wzgórza. Od położonego na zachód od niego kolejnego masywu zwanego Raxalpen Schneeberg oddzielony jest głęboką doliną Höllental.
Ze znajdującej na wschód od Alp Małej Niziny Węgierskiej Schneeberg widoczny jest z daleka. Przy dużej przeźroczystości powietrza Schneeberg widoczny jest również z Wiednia, zwłaszcza gdy wierzchołek pokryty jest wiosennym lub jesiennym śniegiem.
W kierunku północnym, wschodnim i południowym Schneeberg opada stokami pokrytymi lasem, kosówką i alpejskimi halami. Miejscami stoki są podcięte ściankami skalnymi. Natomiast w kierunku wschodnim z północno-wschodniego wierzchołka opada wysokie, skalne urwisko, z licznymi osuwiskami wapiennych piargów.
Schneeberg posiada trzy wierzchołki:
- najwyższy wierzchołek południowo-zachodni, zwany Klosterwappen, o wysokości 2076 m n.p.m.,
- niewybitny wierzchołek środkowy, bezimienny, o wysokości około 2070 m n.p.m.,
- niższy wierzchołek północno-wschodni, zwany Kaiserstein, o wysokości 2061 m n.p.m.

Z niższego wierzchołka północno-wschodniego opada wspomniane urwisko, tworzące wysoką wschodnią ścianę.
Masyw jest najlepiej widoczny z miejscowości Puchberg am Schneeberg, położonej na dnie kotliny u podnóża wschodniej ściany.

## Geologia
Cały masyw Schneebergu zbudowany jest głównie ze skał wapiennych, stanowiących fragment płaszczowin wchodzących w skład tzw. jednostek austryjskich tworzących Północne Alpy Wapienne. Niekiedy spotyka się zlepieńce o lepiszczu żelazistym, nadającym skałom czerwonawą barwę. W masywie występują niezbyt rozwinięte zjawiska krasowe. Powodują one ucieczkę wody w głąb i brak źródeł w wyższych partiach masywu.

## Infrastruktura

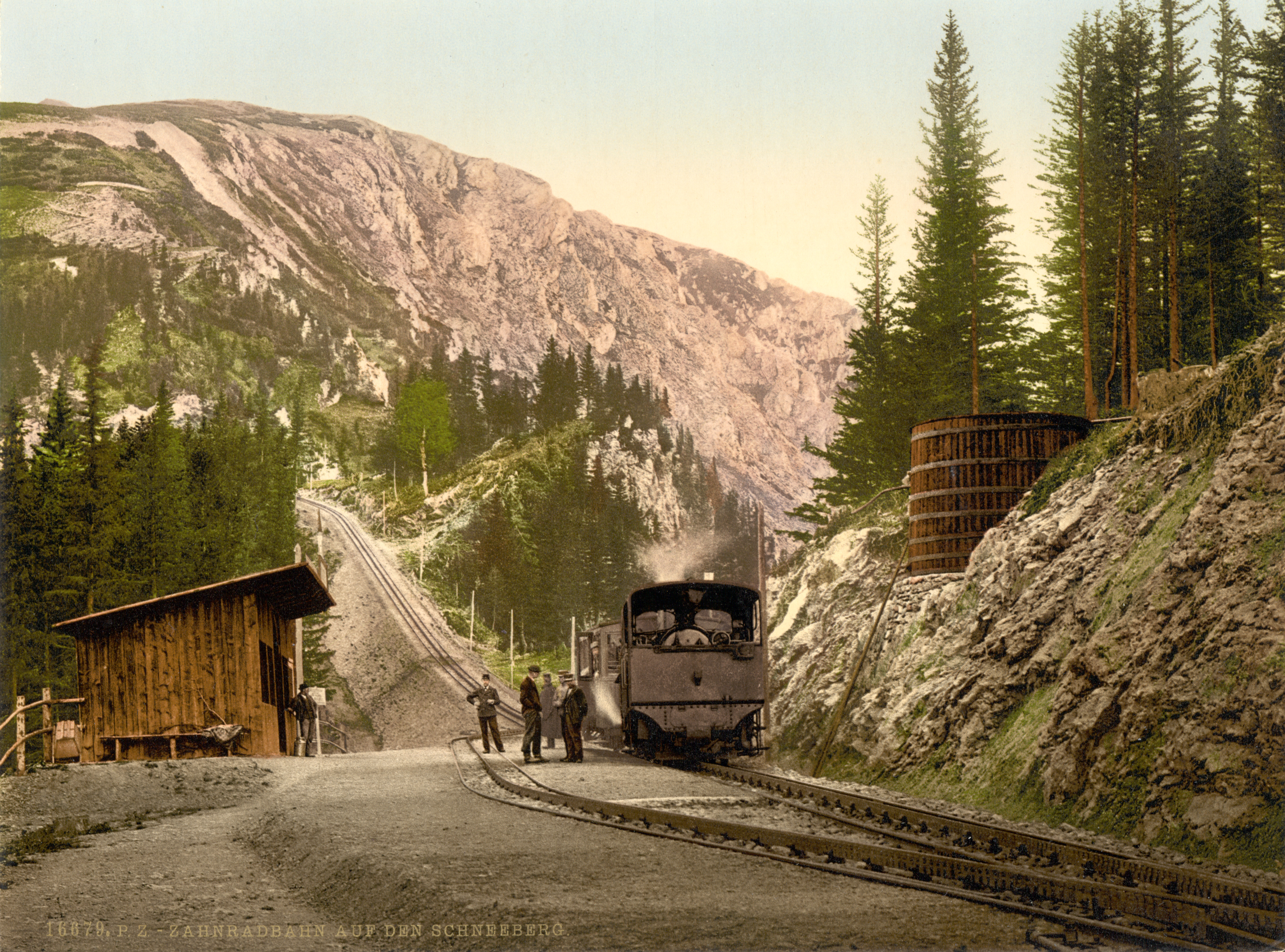
Kolejka na Schneeberg na początku XX wieku

Na wschód od Schneebergu znajduje się obszerna kotlina, w której położone jest niewielkie miasteczko Puchberg am Schneeberg, stanowiące miejsce zakwaterowania oraz punkt wyjścia dla turystów zainteresowanych zwiedzaniem masywu. Miejscowość połączona jest z Wiedniem normalnotorową linią kolejową, a także dobrze utrzymaną szosą, stanowiącą najczęściej stosowaną przez turystów drogę dostępu do masywu.
Z końcowej stacji kolei normalnotorowej, położonej w centrum miasteczka, poprowadzono w latach 1898-1899 kolejkę zębatą zwaną Schneebergbahn, którą można wyjechać na wysokość 1795 m n.p.m. w pobliże wzniesionego równocześnie z kolejką kościółka św. Elżbiety (niem. Elisabethkirche). Ponadto w pobliżu północnej grani masywu znajduje się wyciąg krzesełkowy Salamanderlift, którym wyjechać można na wysokość 1230 m n.p.m. W pobliżu wyciągu biegnie kilka tras narciarskich.
Na terenie masywu znajduje się kilkanaście schronisk turystycznych. Najwyżej położone jest schronisko Fischerhütte, oddalone ok. 100 m od niższego wierzchołka Kaiserstein, w pobliżu przełączki łączącej go z wierzchołkiem środkowym.
W bezpośrednim pobliżu głównego wierzchołka znajduje się niewielka stacja przekaźnikowa.
Na terenie masywu Schneeberg znajduje się początek liczącego 120 km akweduktu dostarczającego wodę pitną dla Wiednia. Budowę akweduktu ukończono w 1873 roku i już od ponad stu lat służy on mieszkańcom stolicy Austrii.

## Turystyka
Masyw Schneebergu oraz położona na wschód od niego kotlina z miasteczkiem Puchberg am Schneeberg stanowią często odwiedzany teren turystyczny. Masyw jest zwiedzany latem i wczesną jesienią. Zimą skorzystać można z infrastruktury narciarskiej.
Wierzchołki Scheebergu dostępne są na ogół łatwo z niemal wszystkich kierunków znakowanymi ścieżkami.
- Najłatwiejsza i najkrótsza droga prowadzi od górnej stacji kolejki zębatej. Jest to szeroka, wygodna promenada, służąca zarazem do transportu zaopatrzenia do schroniska Fischerhütte. Wiosną i na początku lata w pobliżu schroniska zalega na niej płat nieco stromego śniegu, utrudniający przejście. Dla mało doświadczonych turystów droga ta jest polecana od połowy lipca. Czas przejścia: ↑ około 1 h do schroniska Fischerhütte + 15 min łagodną granią na główny wierzchołek Klosterwappen, ↓ 15 min + 45 min.

Inna droga zwana Fadensteig prowadzi znakowaną ścieżką od górnej stacji wyciągu Salamanderlift. Jest to droga prowadząca częściowo wapiennymi skałami, w kilku miejscach zabezpieczona drucianymi linami. Droga, choć niezbyt trudna, polecana jest raczej dla osób sprawnych, z pewnym doświadczeniem górskim. Trudności drogi są nieco większe niż na Babią Górę w Beskidzie Żywieckim Percią Akademików, a zarazem nieco mniejsze od drogi z Kasprowego Wierchu na Świnicę w Tatrach. Czas przejścia: ↑ około 2:45 h do schroniska Fischerhütte + 15 min granią na główny wierzchołek Klosterwappen, ↓ 15 min + 1:45 h.
Widok z wierzchołka jest rozległy. Obejmuje wschodnią część austriackich Północnych Alp Wapiennych (w tym Raxalpen, Schneealpen, Veitsch, Hochschwab, Ötscher, Gosaukamm), okolice przełęczy Semmering, wschodni fragment Centralnych Alp Wschodnich (w tym Wechsel, Alpy Fischbacherskie, kotlinę Wiener Neustadt oraz Góry Litawskie).
W północno-wschodniej części masywu znajdują się wodospady Sebastian-Wasserfälle.
Na terenie masywu mieszkają stadka wolno żyjących kozic. Można je spotkać między innymi na trasie Fadensteig.